# كاستلانا سيكولا
كاستلانا سيكولا (بالإيطالية: Castellana Sicula)‏ هي بلدية في مقاطعة باليرمو في صقلية الإيطالية.

## السكان
في سنة 1861 بلغ عدد السكان 1٬896 نسمة، وتطور العدد ليصل في سنة 2011 لـ 3٬549 نسمة.
يظهر هذا المخطط البياني تطور النمو السكاني لـ كاستلانا سيكولا

## توأمة
لكاستلانا سيكولا اتفاقيات توأمة مع:
- ألتامورا